# 冲绳大学短期大学部
冲绳大学短期大学部（日语：／ Okinawa Daigaku Tanki Daigakubu *），简称冲短（おきたん），是过去一所位于日本冲绳县那霸市的私立短期大学。前冲绳短期大学（日语：／ Okinawa Tanki Daigaku *）。

## 概要

### 简介
- 学校最早可以追溯到1956年[1]。短期大学为于1958年开办[1]、由学校法人学校法人嘉数学园经营。招生到于1998年[2]、停办于2001年[1]。男女同校

### 历史
- 1958年 冲绳短期大学成立并同时设置一个学科即英语科、分离为两个课程、以下列举[2]。
  - 第一部
  - 第二部
- 1988年 改校名为冲绳大学短期大学部[1][2]。
- 1998年 招生最后、次年停止招生（正式停办于2001年12月20日[2]）。

## 学校环境
- 校区：在了冲绳县那霸市[注 1]

## 组织

### 学科
- 英语科
  - 第一部
  - 第二部

### 专科
| - 没有 |

### 业余课程
| - 没有 |

## 相关链接
- 日本短期大学列表